# 동독 함흥시 재건단

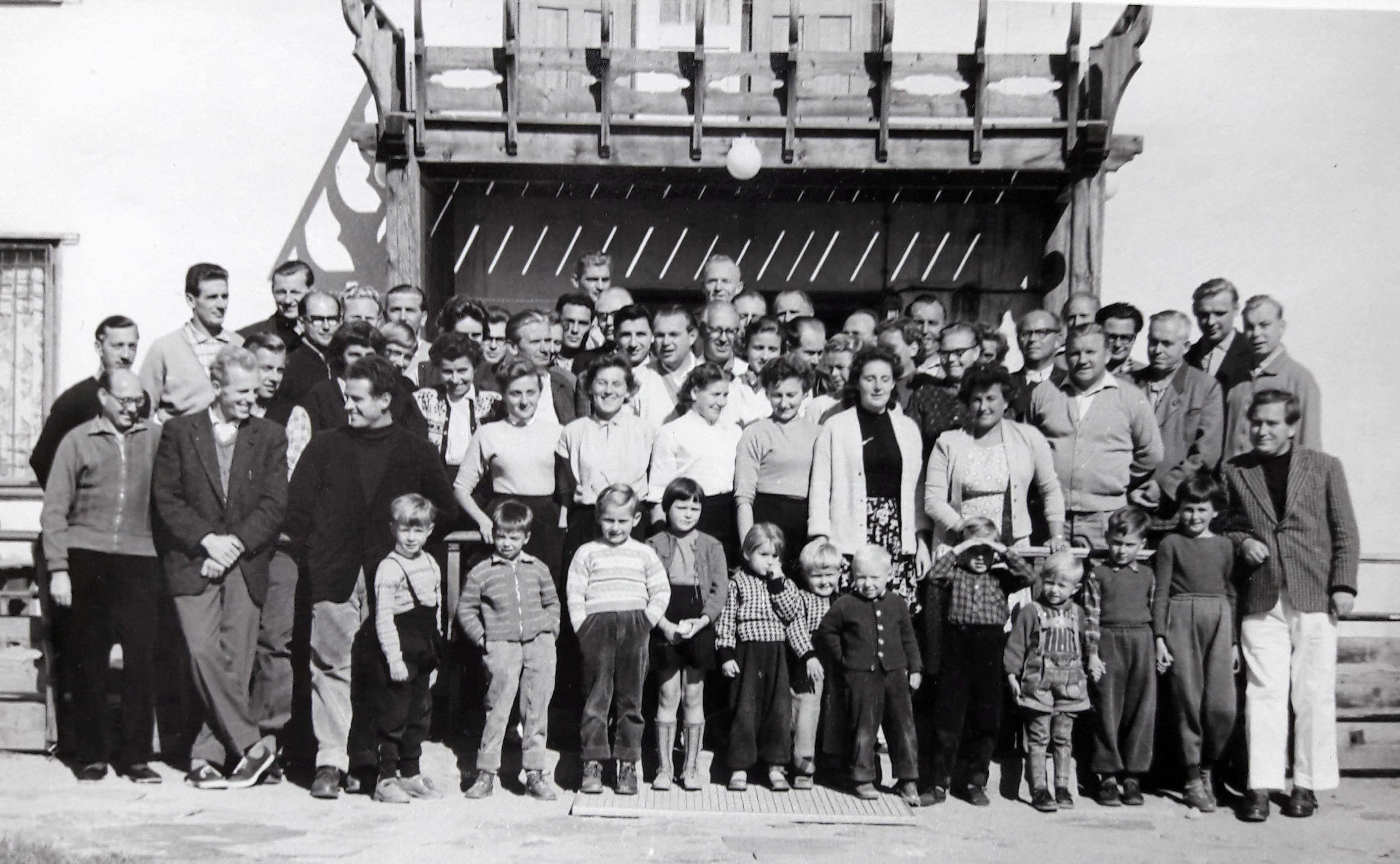
1958년경 동독 함흥시 재건단과 가족들의 단체 사진

동독 함흥시 재건단(독일어: Die Deutsche Arbeitsgruppe Hamhŭng, DAH)은 1950년대와 1960년대에 동독이 조선민주주의인민공화국에 파견한 공학자와 건축가로 구성된 단체이며, 6.25 전쟁으로 파괴된 조선민주주의인민공화국 함흥시의 재건에 참여했으며, 이는 동독-조선민주주의인민공화국 재건 프로젝트의 일환이었다.

## 실무그룹의 설립

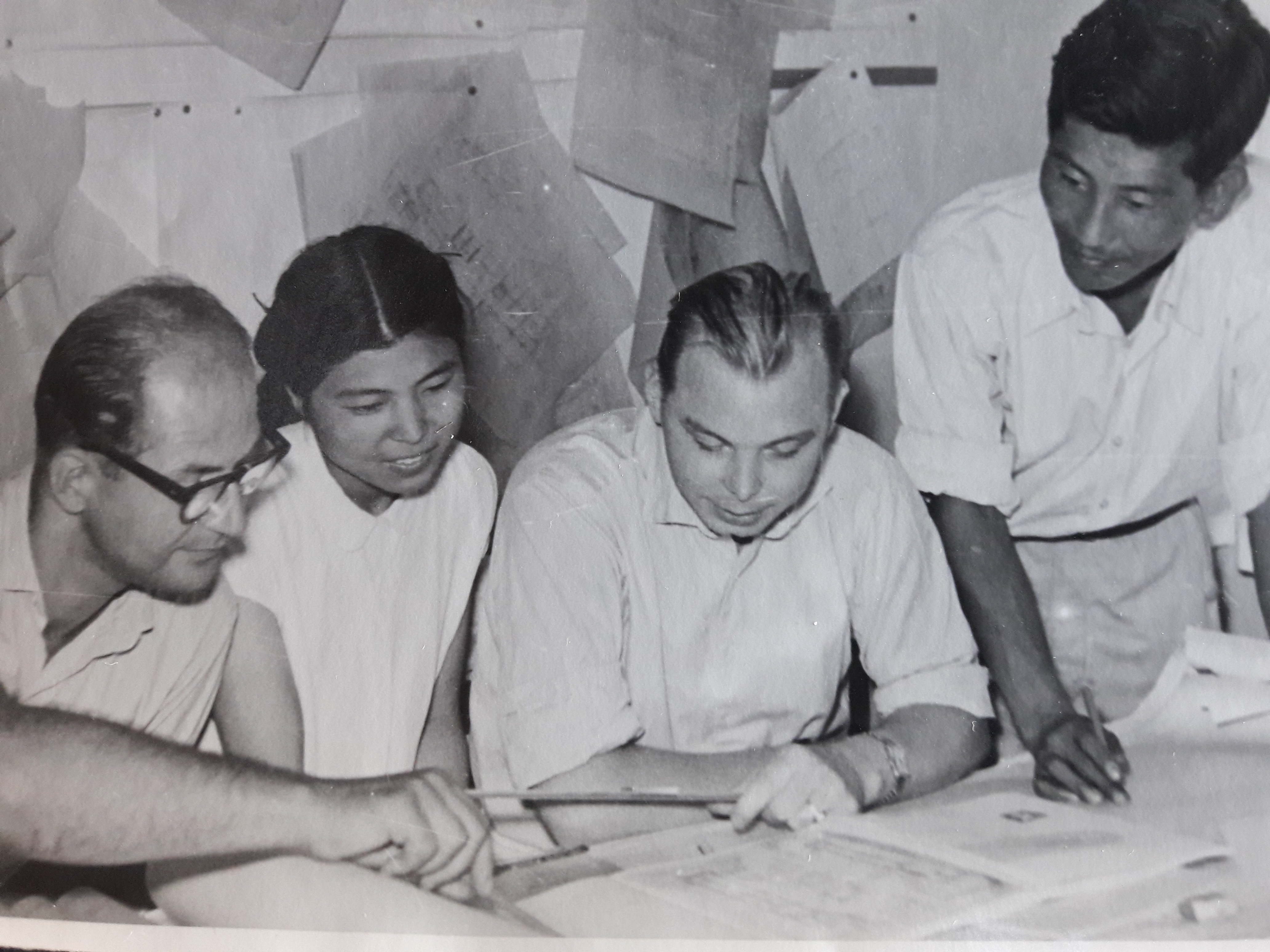
독일-북한 건축팀

한국전쟁 (1950~1953) 동안 북한의 도청 소재지인 함흥은 미군의 공습과 미군 해군 포병에 의해 약 80~90%가 파괴되었다. 1954년 남일 북한 외무장관이 동독을 방문했을 때 당시 동독 총리였던 오토 그로테볼은 “우리가 도시를 건설해 주겠다”라고 말하며 북한 재건에 도움을 주겠다고 약속했고, 이에 북한 주석 김일성은 함흥을 공업 중심지로 공동 재건하는 사업을 제안했다.
동독 대표단 2명이 함흥 재건 프로그램에 대한 정보를 수집한 후, 동독 정부는 1955년 2월 17일에 지원 프로젝트를 승인했다.1955년 2월 동독 정부에 의해. 이 계획은 재건 기간 동안 동독으로부터 10년 간 지원과 원조를 제공하는 것이었으며, 계획 및 프로젝트 작업에 대한 과학 및 기술 지원과 현장에서 북한인 전문가에 대한 지도 및 훈련의 형태로 이루어졌다. 또한 건설에 필요한 특정 생산 시설과 완제품을 배달하는 형태로 물질적 지원이 제공되었다.
동독 측에서는 각료회의가 재건 사업의 실행을 담당하였고, 이를 위해 '북한건설참모부'를 설치하였다. 선정된 전문가 그룹(토목 및 구조 엔지니어, 도시 계획자 및 건축가, 도로 및 교량 건설, 난방, 수도 및 전기 공급, 측량 엔지니어, 지질학자, 병원 건설 전문가 등) 이 "독일 작업 그룹"(Deutsche Arbeitsgruppe, DAG)으로 함흥에 파견되었다.
독일 작업 그룹의 첫 번째 구성원은 열악한 조건에서 작업했으며, 이들은 텐트에서 숙박했다. 이후 독일 동료들을 수용하고 동독과 북한 계획 사무소를 설립하기 위해 2층 건물 4채와 1층 작업용 건물 1채를 흙을 다지는 공법으로 건설했다. 이 프로젝트는 동독 총리의 아들인 건축가 한스 그로테볼(Hans Grotewohl)이 관리했다. 그의 아내 마들린 그로테볼(Madleen Grotewohl)은 1955년부터 1956년 사이에 엔지니어, 건축가, 통역사 등으로 구성된 북한인 직원들을 위해 여러 개의 작은 주거용 건물 건설을 감독하는 역할을 맡았다. 당시 북한은 동독에 국비유학생을 보냈기 때문에 독일어 통역사를 별도로 지원할 수 있었다.
1955년부터 1956년까지 바우하우스에서 수학한 건축가이자 도시 계획가인 콘라트 퓌셸은 함흥 프로젝트의 도시 계획 책임자로 임명되었다. 1956년부터 1959년까지 그는 함흥시의 하위 행정구역인 흥남구역에서 자매 프로젝트에 참여했다. 그가 1955년 함흥에 도착했을 때, 그는 약 175명의 DAG 구성원으로 구성된 팀과 함께 파견되었다. 퓌셸은 북한 당국으로부터 훈장을 받는 영예를 얻었다.

## 건설 프로젝트 및 비용

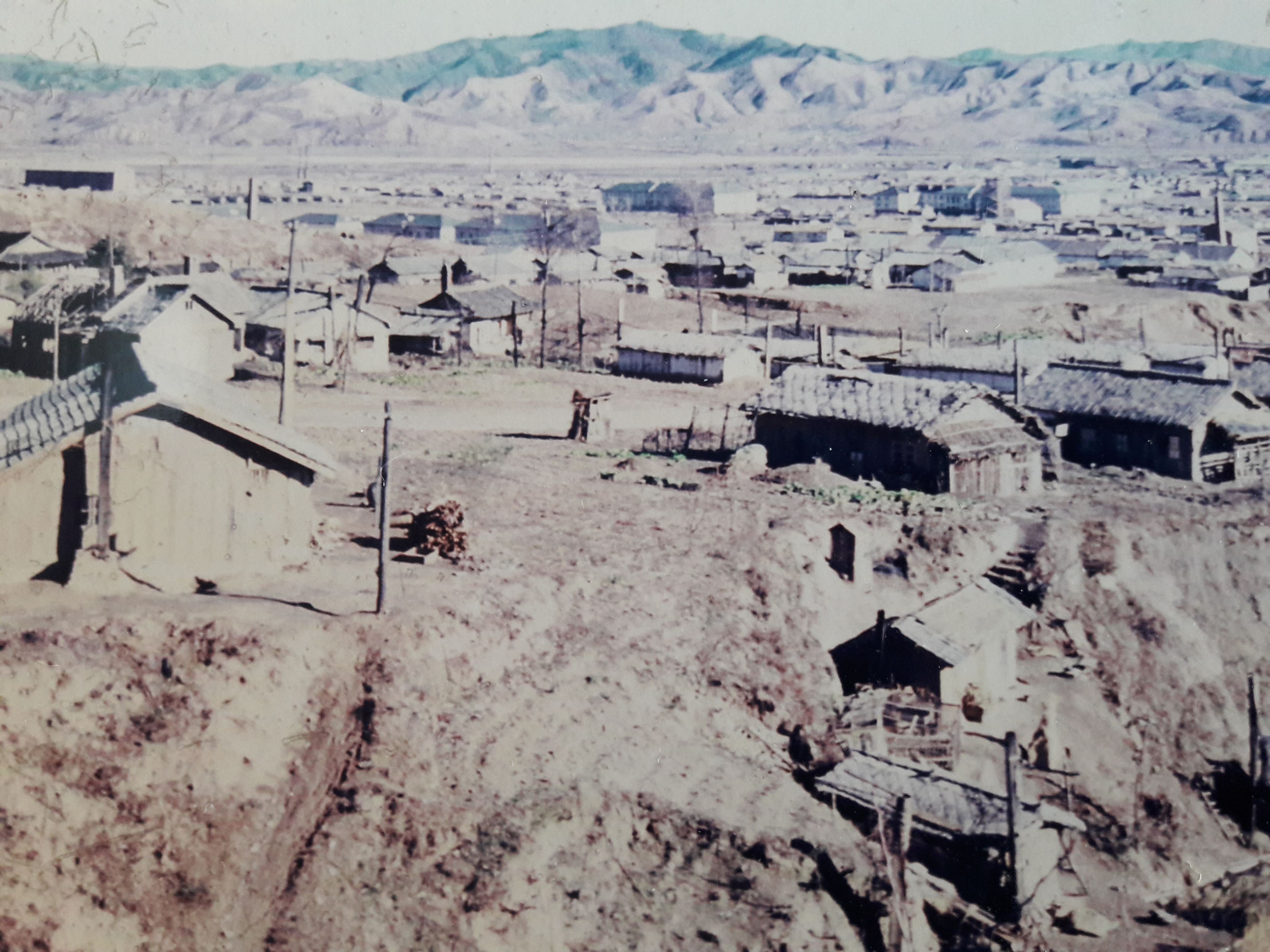
한국전쟁으로 도시가 파괴된 후 사람들은 처음에는 임시로 지은 흙집에서 살았다.

독일 함흥 실무 그룹의 도움으로 실현된 첫 번째 프로젝트 중 하나는 1956년에 건립된 1,200명의 학생을 수용할 수 있는 규모의 중학교였으며, 동독 주민들의 기부금으로 자금을 조달했다. 이 학교는 1980년대까지 드레스덴의 한 학교와 우호적인 협력 관계를 유지했다.
북한측이 건설한 건물에 대해서는, 동독은 주로 건설 장비와 부속품, 그리고 패널 공장을 제공했다. 또한 동독은 함흥의 발전을 위한 여건을 개선하기 위해 점토 및 담배 공장, 타일 및 도자기 공장, 대규모 목공 작업장을 건설했다.
또한 동독-북한 협력의 결과로 주거 및 산업 지역, 산업 시설, 신규 도로, 공공 시설, 상수도, 하수 처리 시설, 학교 및 유치원, 상점 및 백화점, 호텔, 문화 센터(극장 포함), 결핵 병원 및 보철 공장, 스포츠 및 녹지 공간, 야외 수영장 및 기차역이 추가로 건설되었다.
원래 계획보다 빨리 공사가 완료되어, 공사 기간은 8년밖에 걸리지 않았다. 따라서 마지막 동독 재건단은 1962년에 동독으로 귀환했다.

다양한 출처에 따르면 동독은 총 118억 달러를 투자했다. 추정치로는 100만 동독 마르크 또는 208 백만 루블(218.4 백만 마르크) 정도가 재건 프로젝트에 지출되었다.

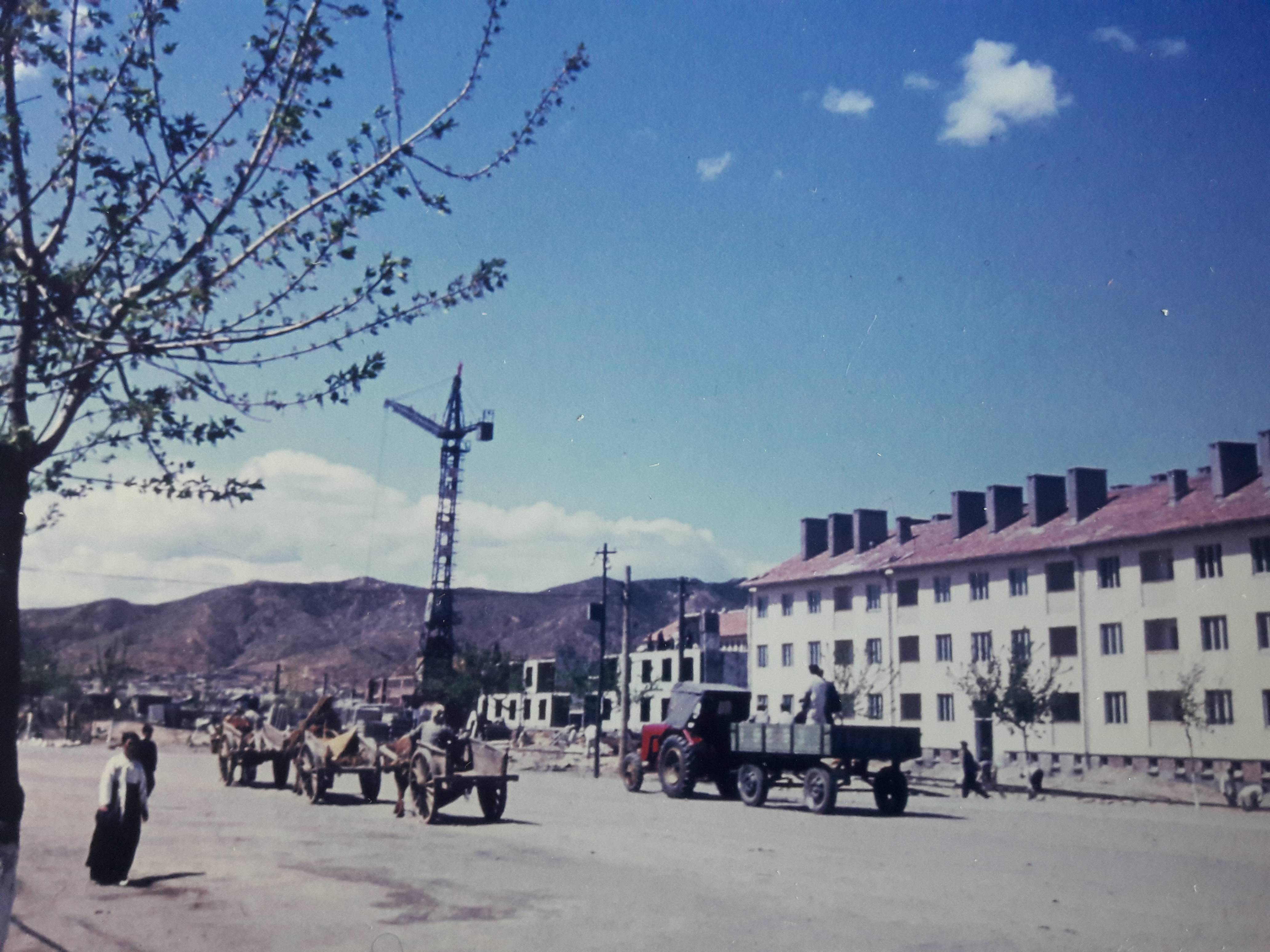
다층 주거용 건물 건설
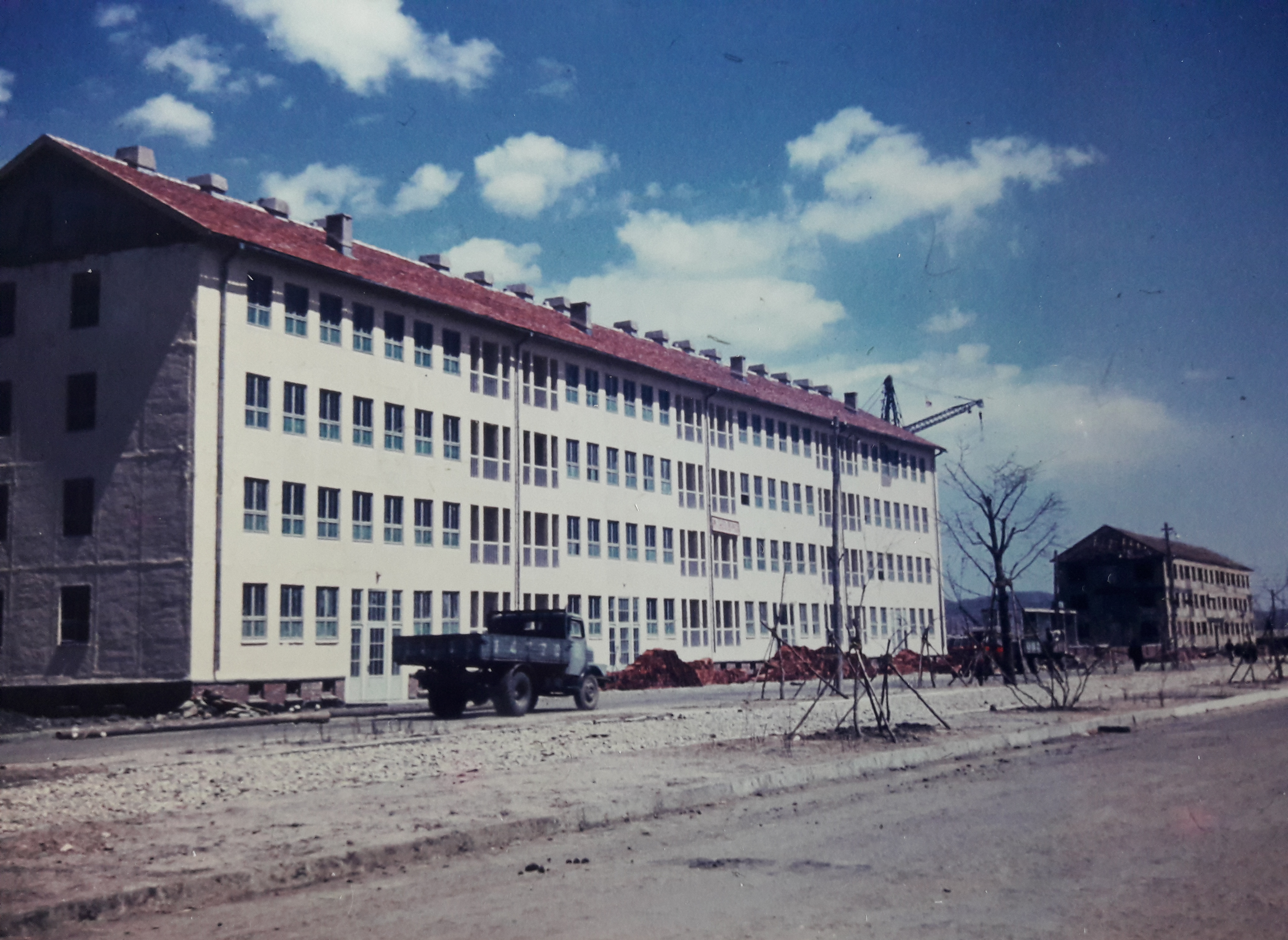
한국형 온돌 난방을 적용한 조립식 아파트 건설
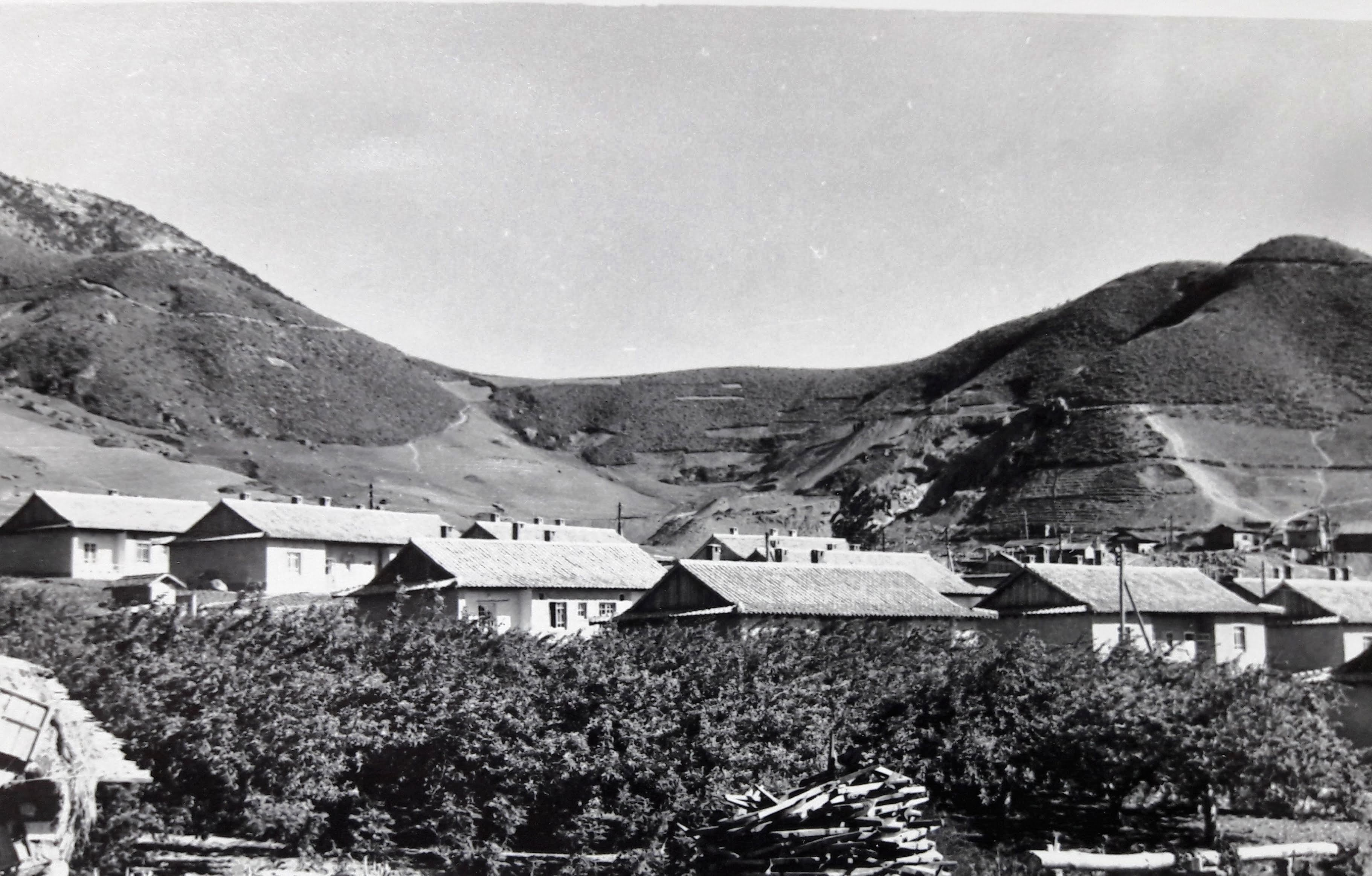
DAG 정착지의 새로운 건물
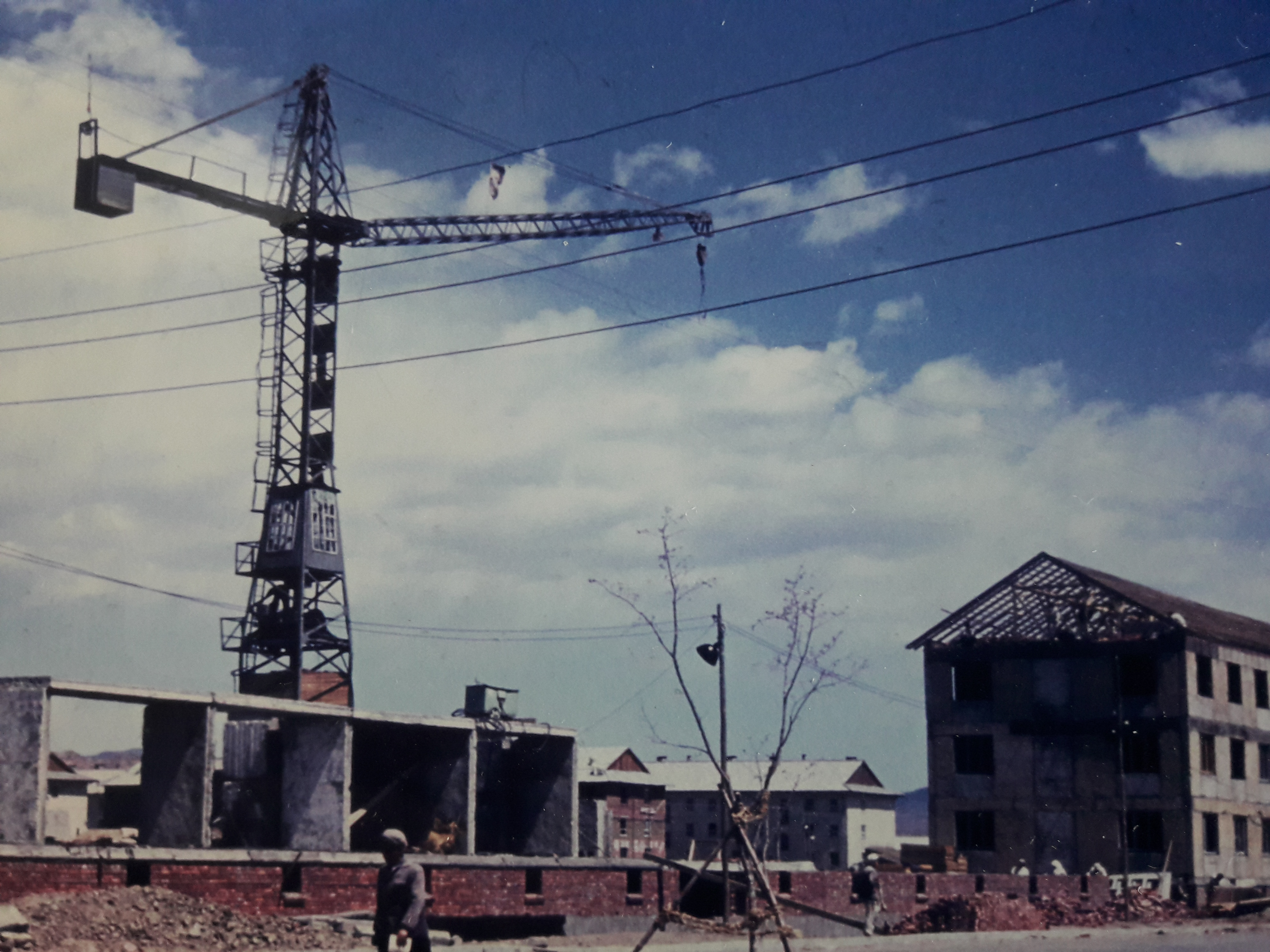
도심 주택 건설
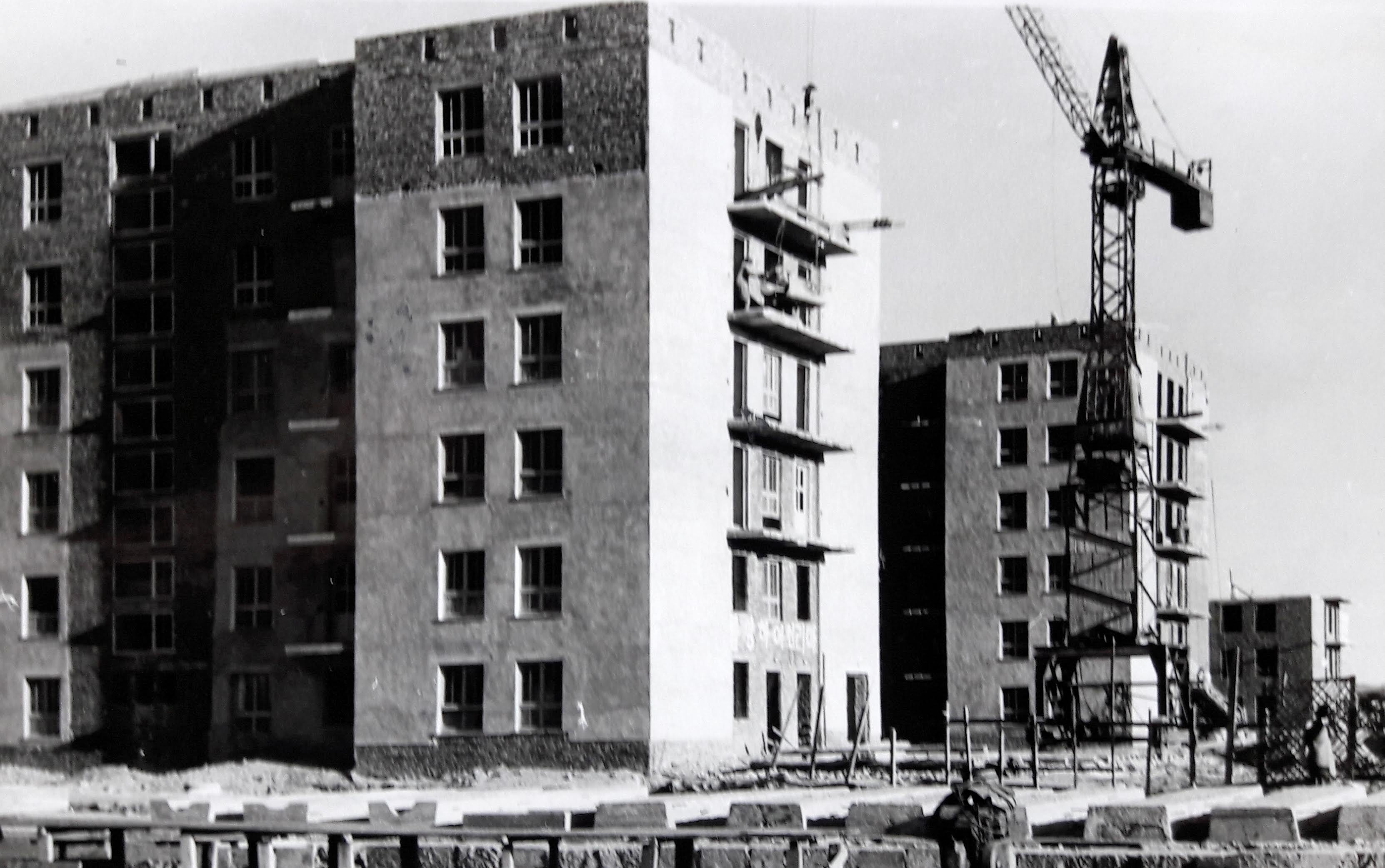
1958년 건설 현장

## 문화 교류
일반적으로 함흥으로 파견된 대표단은 약 1년 간 체류하였으나, 2년 이상 체류하는 예외적인 경우도 더러 있었다. 독일 실무단의 몇몇 구성원은 이 기간 동안 가족 없이 함흥에서 거주하며 근무했다. 여건이 마련된다면, 건설팀은 가족 구성원을 여행에 동행하고 독일 작업 그룹에 배우자를 별도로 고용하기도 했다. 독일 가정의 아이들은 그들만의 보육원에서 보살핌을 받았다. 여러 사례에서 독일인과 한국인 사이의 일상적인 협력을 통해 가족 간의 우정이 형성되었다.
당시 함흥시의 인구 약 17만 명 정도였다. 동독 실무진은 북한의 노동 및 생활 조건이 다소 열악하다고 표현했다. 독일 실무 그룹의 일부 구성원은 처음 예상했던 것보다 더 많이 할당된 업무를 처리하는 능력이 부족했다. 양국 간 협력 과정에서 실무 그룹 구성원과 한국인 동료 사이에 언어 장벽과 문화적 차이로 인한 사회적 갈등이 발생했다. 일부 독일인들은 부적절한 음주와 성적 부정행위로 인해 동독으로 다시 보내졌는데, 이것이 첫 해에 재건단의 약 60% 정도가 북한에서 6개월 이상 체류한 이유다.
북한 매체는 처음에는 이 사업을 "형제적 지원"이라고 보도했지만 나중에는 "기술 지원"이라고 불렀다. 그 이후로 이 문제는 더 이상 논의되거나 전달되지 않았는데, 동독에서는 이를 감사의 마음이 부족한 것으로 여겼다. 동독에서는 함흥의 건설이 자국의 언론에 거의 보도되지 않았다.
오토 그로테볼은 그의 업적을 기리는 차원에서 명예 함흥 시민으로 임명되었다.
동독의 재건 활동과 콘라트 퓌셸의 작업으로 인해 한반도에 몇 안되는 바우하우스 양식을 갖은 건물들이 건설되었다는 건축학적 의의가 있다.

## 추가 개발

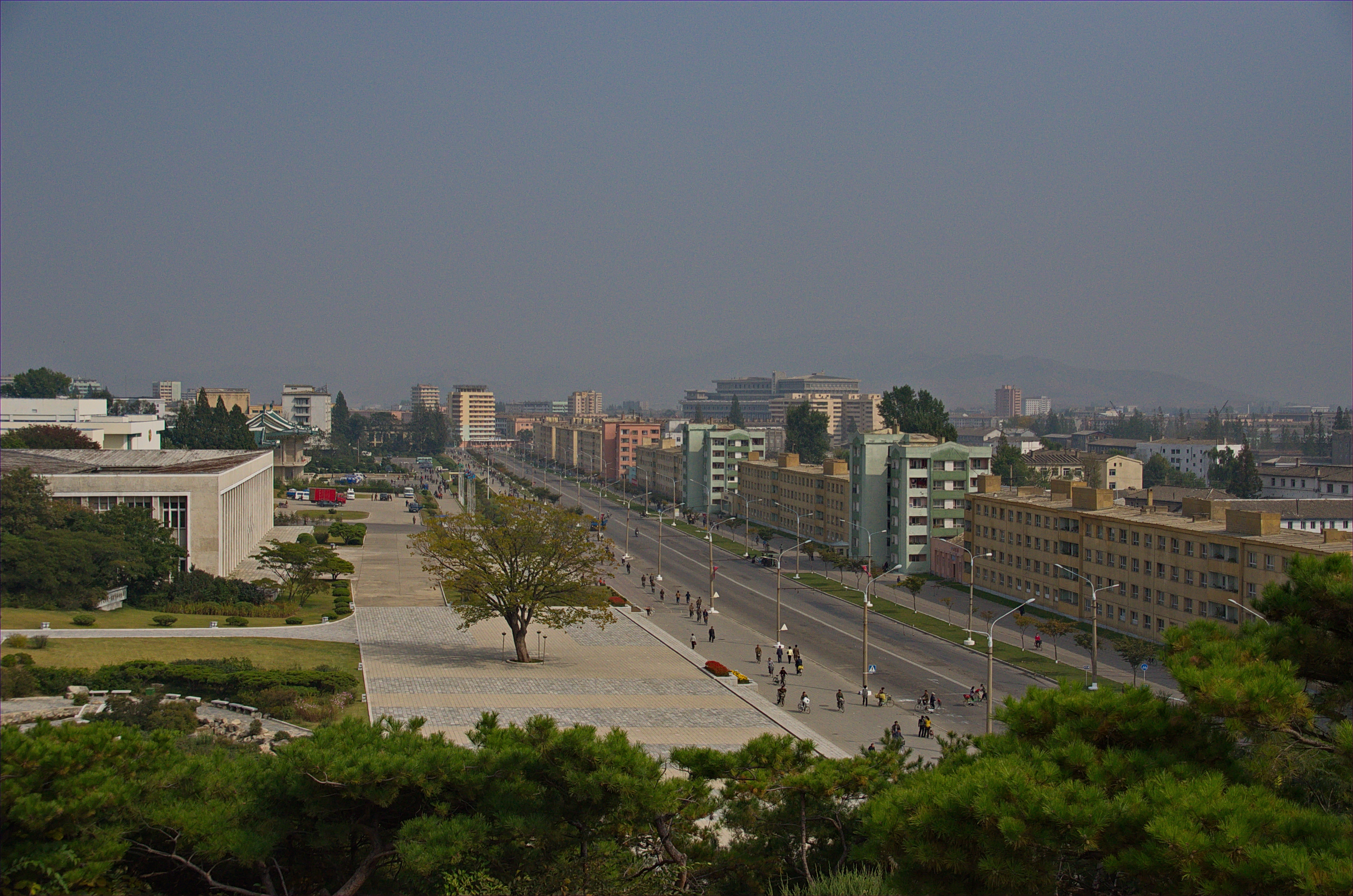
충성거리(구 빌헬름 피크 거리, 2015년)

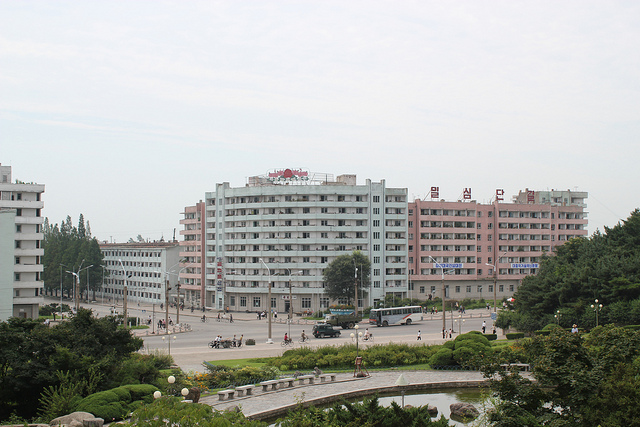
함흥 시내(2010년)

함흥의 주요 도로인 빌헬름 피크 거리(Wilhelm-Pieck-Straße)는 동독 대통령 빌헬름 피크의 이름을 따서 명명되었는데, 이후 시 행정부에 의해 충성거리(Straße der Treue)로 개칭되었고, 독일 작업반의 이전 본부 건물인 2층 건물은 도시 계획 사무소로 개조되었다.
21세기에 들어 함흥은 새로운 세대의 북한인 도시 개발 계획자에 의해 대학과 여러 단과 대학이 들어서면서 성장하는 도시로 발전하고 있다.

## 같이 보기
- 독일-조선민주주의인민공화국 관계
- 동독-조선민주주의인민공화국 관계
- 도시 계획
- 전후

## 문헌
- Norbert Korrek Konrad Püschel – Städtebauer in der Sowjetunion, Nordkorea und der DDR, S. 483–496 in Hannes Meyers neue Bauhauslehre: Von Dessau bis Mexiko (Philipp Oswalt, Hrsg.). Basel: Birkhäuser Verlag, 2019, ISBN 978-3-0356-1724-5
- Dong-Sam Sin Die Planung des Wiederaufbaus der Städte Hamhung und Hungnam in Nordkorea durch die DAG-Städtebaubrigade der DDR von 1955 ‑ 1962: Eine städtebaugeschichtliche Abhandlung aus der Sicht eines Zeitzeugen. Berlin: wvb Wissenschaftlicher Verlag, 2017, ISBN 978-3-96138-009-1
- Rüdiger Frank: Die DDR und Nordkorea. Der Wiederaufbau der Stadt Hamhŭng 1954–1962. Shaker, Aachen, 1996, ISBN 3-8265-5472-8
- Young-Sun Hong: Through a Glass Darkly. East German Assistance to North Korea and Alternative Narratives of the Cold War. In: Quinn Slobodian (Hg.): Comrades of Color. East Germany in the Cold War World. New York / Oxford: Berghahn, 2015; S. –72.